# ピエルルイジ・マルティニ
ピエルルイジ・マルティニ（Pierluigi Martini, 1961年4月23日 - ）は、イタリア出身のレーシングドライバーで元F1ドライバー。フジテレビの中継における表記は「ピエロルイジ・マルティニ」。

## 経歴

### ジュニア時代
イタリアのフォーミュラ・フィアット・アバルトでチャンピオンを獲得する。

### フォーミュラ3
1981年、イタリアンフォーミュラの名門トリヴェラート・レーシングよりイタリアF3選手権にステップアップ。1982年にパヴェーシへ移籍すると3勝を挙げランキング3位に浮上し、1983年にヨーロッパF3選手権で4勝を挙げ、ジョン・ニールセン、エマニュエル・ピロとの争いを制してシリーズチャンピオンを獲得。ヨーロッパF2選手権へのスポット参戦も経験した。この年のヨーロッパF3チャンピオン獲得により、シーズンオフにF1ブラバムのオーナーであるバーニー・エクレストンから声がかかり、プライベートテストにマウロ・バルディ、クリスチャン・ダナー、ロベルト・ゲレーロと共に呼ばれBT52Bをドライブした。翌1984年に向けてディフェンディングチャンピオンでありNo.1ドライバーのネルソン・ピケをサポートするブラバムのNo.2シートに座る候補としてアイルトン・セナやベテランのジョン・ワトソンと並んで報じられるが、ブラバムのメインスポンサーであるイタリア企業パルマラットが最終的にテオ・ファビの起用を希望し、この時のF1レギュラーシート獲得は成らなかった。

### フォーミュラ2 / WEC
ヨーロッパF3選手権を主戦場としていた1983年シーズン途中に、おじのジャンカルロ・マルティニの友人であるジャンカルロ・ミナルディのチーム、ミナルディと契約し、ヨーロッパF2選手権にスポット参戦、デビュー戦で2位表彰台を獲得した。同時期にはWECにもランチア・LC2で参戦し、ベッペ・ガビアーニとのコンビでシルバーストン1000kmを7位入賞、マウロ・バルディとのコンビでブランズ・ハッチ1000kmを7位入賞、イモラ1000kmで9位などの結果を出した。
1984年9月、F1第14戦イタリアGPにて、アイルトン・セナの契約トラブルによる出場停止とジョニー・チェコットの負傷欠場のため、トールマンと契約しF1へスポット参戦したが、予選不通過となり公式記録上のデビューは成らなかった。

### フォーミュラ1参戦 (第1期：1985年)
1985年、1カー体勢でF1にステップアップすることとなった「ミナルディ」から、F1レギュラー参戦を果たす。これは当初予定されたアレッサンドロ・ナニーニにスーパーライセンスが認定されなかったことで、前年F1予選に参加しスーパーライセンス所持者となっていたマルティニにチャンスが巡ってきたものだった。しかし、F1では実質ルーキーであり、またミナルディもF1参戦初年度で競争力・信頼性どちらも欠けたマシンとなったM185でのデビューシーズンは、完走3回・最高成績8位（オーストラリアGPで記録・完走8台の最下位）という結果に終わる。

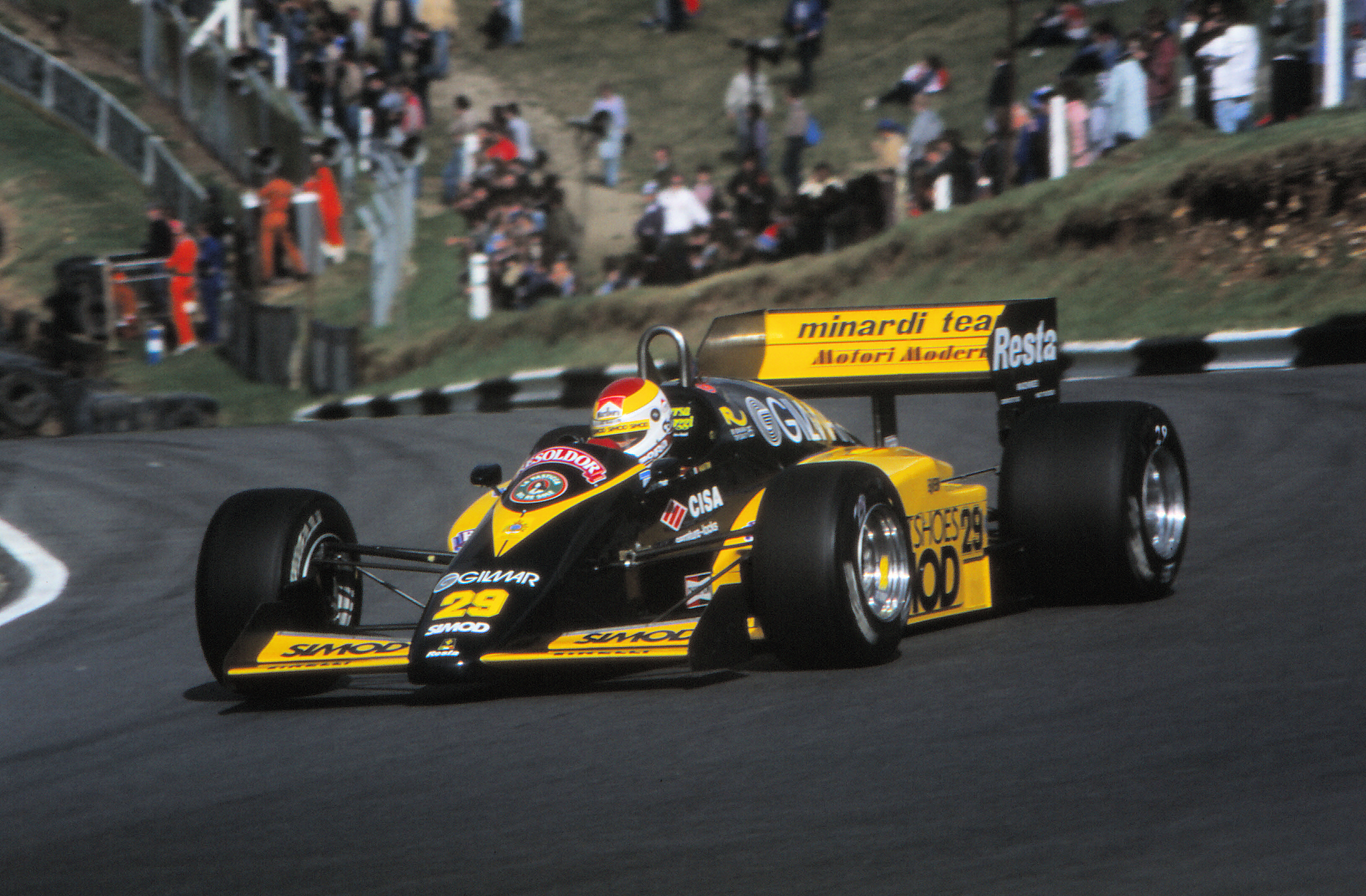
1985年ヨーロッパGP

翌1986年、ミナルディは2台体制での参戦となったが、エース格にマールボロのスポンサーを持つアンドレア・デ・チェザリスを起用。もう1台にはFIAよりスーパーライセンスの発給が認められたナニーニの起用が決定し、これによりF1シートを失ったマルティニは国際F3000選手権に参戦カテゴリーを移し、キャリアの再構築を計ることとなった。

### 国際F3000選手権参戦 (1986年-1988年)
1986年はF3時代も所属したパヴェーシ・レーシングより国際F3000選手権に参戦、チームメイトはルイス・ペレス＝サラとなった。マルティニは第5戦イモラで初優勝すると次戦ムジェロも連勝し、イヴァン・カペリ、エマニュエル・ピロとのチャンピオン争いに加わる。しかし最終戦ハラマでピロとカペリを抑えて1位でチェッカーを受けた後、チームのレギュレーション確認ミスにより失格処分を受け9ポイントを失う不運もあり、シリーズランキングは3位となった。
1987年もパヴェーシに残留し、ローラワークスへ移籍したサラに代わってパオロ・バリッラがチームメイトとなった。開幕戦で5位に入賞後チームがマシンセッティングの方向性を誤り、第6戦エンナ・ペルグーサで2位表彰台を得た以外は苦戦続きのシーズンとなった。
1988年にファースト・レーシングへ移籍。ここで競争力をとり戻し、第3戦で3位、第6戦で優勝と、前年加わることが出来なかったランキング上位争いに復帰。シーズン途中にミナルディからF1参戦復帰後もF3000への参戦を継続し、ランキング4位となった。

### フォーミュラ1参戦 (第2期：1988年-1995年)
1988年、ミナルディでのレギュラー2年目を迎えていたエイドリアン・カンポスが予選落ちを繰り返し、成績不振により解雇される。その後任としてマルティニは第6戦デトロイトGPよりミナルディのレギュラーシートを得てF1に復帰する。その初戦で完走9台となった決勝レースを6位で完走・入賞し、自身とチームにとって初のF1ポイント獲得を果たした。
1989年はミナルディに残留し開幕からレギュラー参戦、第8戦イギリスGPでは5位に入り、チームメイトのルイス・ペレス＝サラも6位に入りチーム初のダブル入賞を果たした。このレースは、入賞しなければチームが予備予選組に回されるという瀬戸際の状態であり、土壇場でのダブル入賞にピットはまるで優勝したかのような騒ぎだったという。シーズン終盤も速さを見せ、第13戦ポルトガルGPではラップリーダーを記録し(最終的には5位)、最終戦のオーストラリアGPでは予選3位を獲得した（決勝でも6位に入賞）。同年は、回数に限ればマルティニのベスト記録となる、計3度の入賞を記録した。
同年の逸話として、戦闘力の低下したロータスで10位前後を走る機会が多かった元ワールドチャンピオンのネルソン・ピケがヤングドライバーについて語る機会があり、「経験の浅い若手が多い中団での戦いも大変だよ。でも、トップ集団にいた時には気付けなかった若い才能を間近に見る機会は増えた。ピエルルイジ・マルティニやジャン・アレジに秘められた新しい力に私が気付いたのは、回りで見ている他の連中（ジャーナリスト）よりも早かったはずだ。それは興味深い出来事だったね。」と名前を挙げ、その才能を評価された。フェラーリからも高評価を受け、将来に関する交渉をしてオプション契約を結んだ（後述）。この年のフェラーリはイタリアの若手とオプション契約を数多く結ぶ手法を取っており、マルティニの他アレックス・カフィ、ニコラ・ラリーニ、ジャンニ・モルビデリともオプション契約を結んでいた。しかし翌1990年秋にフラビオ・ブリアトーレとの間で行われたアレッサンドロ・ナニーニの契約譲渡交渉（のちに破談）や、ジャン・アレジ獲得の際に多額の移籍金が必要となり、それ以前に存在したマルティニらのオプション契約はすべて解消された。
1990年は、開幕戦のアメリカGP予選で一時トップタイムを記録しあわやポールポジションかと思われたが、マクラーレンのゲルハルト・ベルガーに終了間際で逆転されポールポジション獲得を惜しくも逃した。それでも予選2位タイムであり、自身とチームにとって初のフロントローを獲得した（ミナルディのマシンがF1においてフロントローを獲得した唯一の記録）。ただし、この年はピレリタイヤの特性により予選で速さを見せるものの決勝レースでのリタイヤも多く、3年ぶりにノーポイントとなった。
1991年、ミナルディは門外不出と思われていたフェラーリV12エンジンを搭載。サバイバルレースとなった第3戦サンマリノGPでは、キャリア最高位となる4位に入賞。終盤の第13戦ポルトガルGPでも、再度4位でポイントを獲得する。
第15戦日本GPでは、予選でシーズンベストとなる7番グリッドを獲得。チームメイトのジャンニ・モルビデリも8番グリッドにつけ、四強の一角でありこの年1勝も記録していたベネトン勢を、2人揃って上回った。決勝でも、マルティニは終盤まで5位を走行。この年計6ポイントを獲得し、自身最高となるランク11位となり、コンストラクターズ部門でも、ミナルディチーム最高となるランキング7位を記録した。
1992年、スクーデリア･イタリアに移籍。1984年のスポット参戦を除けば、唯一ミナルディ以外のチームから参戦した年となった。チームは同年フェラーリV12エンジンの供給契約を獲得しており、マルティニは2年続けてフェラーリエンジン搭載車に乗ることになった。ダラーラ製のBMS192を駆り前半戦に2度の入賞を見せたが、サスペンション設計及びセッティングに致命的な欠陥を持つマシンだったため、コーナリング性能が劣悪だった。チームメイトのJ.J.レートと共に10位以下を争うことが多く、チームはダラーラとの提携をこの年限りで解消するに至った。翌年のチーム再興に向けてチームオーナーのジュゼッペ・ルッキーニはシャシー製造の依頼先をローラ社へ変更することと、ドライバーもフェラーリ社長のルカ・ディ・モンテゼーモロの後押しもありミケーレ・アルボレートへとオファーを出しており、マルティニはシートは失ってしまう。
1993年開幕時にはレギュラーシートが無いF1浪人となっていたが、スポンサーマネー額の問題でシーズン前半のみの契約だったファブリツィオ・バルバッツァの契約期間が満了となり、その後任としてミナルディに復帰。ハンガリーGPでは予選7位を記録。チームメイトのクリスチャン・フィッティパルディと互角の速さを見せ、翌年のレギュラーシート契約を結ぶ。
1994年はミナルディとスクーデリア・イタリアが経営合併しての参戦となり、チームメイトはミケーレ・アルボレートとなった。シーズン序盤からアルボレートを予選で破る好走を見せ、前半戦に2度の入賞を記録。アルボレートの最高位が6位、1ポイント獲得だったのに対し、マルティニは最高位5位を2度記録する4ポイントを獲得し、チームを牽引した。
1995年もミナルディに残留、チームメイトは元F3000チャンピオンのルカ・バドエルとのコンビとなった。同年のマシンM195はコンサバティブな手堅い設計だったが、エンジンが非力なフォード・ED V8搭載だったことでストレートでの速さを欠いていた中で、最高位が8位だったバドエルを上回る7位完走を2回記録し着実に結果を残した。しかし、ミナルディは鉄鋼業により資金力を持っていたスクーデリア・イタリアとの提携解消により運営資金が枯渇しており、第9戦ドイツGPへの参戦を最後にマルティニとの契約を打ち切り、新たなスポンサー資金を持ち込んだペドロ・ラミーと契約。シートを失った。

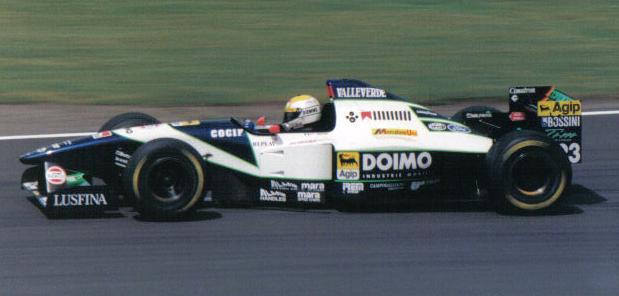
1995年イギリスGP

以後もグランプリ復帰を目指し、1996年に向けてミナルディとの間でレギュラーシート交渉は継続され、ドライバー候補にもなっていたが、チームはドライバーの実績よりもスポンサー資金の多さを優先させる状況だったため、ラミーのほかタルソ・マルケス、井上隆智穂と交渉。そこにマールボロたばこからの推薦を受けるバドエルと新人ジャンカルロ・フィジケラもシート争いに加わると、マルティニのシート獲得は断念され、F1参戦機会は以後訪れなかった。

### スポーツカーレース
その後はFIA GT選手権やアメリカ・ル・マン・シリーズ（ALMS）に参戦。また、1999年のル・マン24時間レースで総合優勝を果たした。
2000年のセブリング12時間レースにローラ・B2K/10で参戦後、ドライバーとしての参戦を休止。
2006年のグランプリ・マスターズにチーム・グローバルのレイナード・02iで参戦したのが最後のレースとなっている。

## ミスター・ミナルディ
ミナルディとの強い絆を示す出来事として、1989年中盤からの好成績によりマルティニの能力はF1パドックで広く認知されたが、1990年シーズン中の7月、フェラーリのナイジェル・マンセルがイギリスGPで引退を発表（後に撤回）したあと、マルティニはジャン・アレジ、アレッサンドロ・ナニーニの両名とも獲得できなかった場合に、というフェラーリから見て保険の条件ではあったが、1991年にアラン・プロストのNo.2としてフェラーリに入るという仮契約をしていた（同様の交渉をフェラーリはリカルド・パトレーゼとも行っていた）。このため、ミナルディはマルティニのトップチーム入りの可能性にフタをしないよう、翌年の契約更新交渉を保留し待つことにした。結果として9月ポルトガルGP直前に事態が動き、フェラーリとナニーニは破談し、アレジがフェラーリでプロストのパートナーとなる事が発表された。これを受けて約2ヶ月推移を見守っていたミナルディは同じポルトガルGP期間中に改めてマルティニとの契約更新交渉を再開。待っていた期間中にフランスのリジェからも移籍要請オファーが届き、ミナルディより高額な年俸提示がされていたが、それを断ってマルティニはミナルディを選択し、同GP中に1991年契約成立の公式発表がされた。こうしたファミリーとしての絆、チームのF1GP初参戦、初ポイント、初のセッション首位、初フロントロウなど道を切り拓いたことから「ミスター・ミナルディ」と呼ばれるようになった。F1にエントリーした124戦中107戦がミナルディからであり、1992年に在籍したスクーデリア･イタリアも、その2年後にはミナルディと合併している。引退後2020年代もイタリア・イモラで毎年開催される「ヒストリック・ミナルディ・デイ」に姿を見せ、往年のマシンによるデモ走行を担っている。
日本においても、フジテレビのF1実況を担当した古舘伊知郎が「ミスター・ミナルディ」を使用したが、このほかにもマルティニの小柄でカールした髪型、チームにおける立場から「プチ・プロスト」とも呼んだ。

## エピソード
- F1の決勝出走した119レースでの最高位は4位(2回)で、一度も表彰台(3位以内)には立てなかった。これは2014年ドイツグランプリでエイドリアン・スーティルに更新されるまで、一度も表彰台に登壇したことのないドライバーの最多出走記録であった。
- 陽気な性格で、多くの友人を持つ。
- 1990年日本グランプリのとき、自動車で行こうというチーム・マネージャー佐々木正に対して「F1には弱者の席は用意されていない」と主張し、一人で近鉄電車で鈴鹿サーキットまで行った。
- 1994年開幕前のムジェロ合同テストにミナルディが参加した際、マシンのテストドライブだけでなくマシンを輸送するトランスポーターの運転手も担当しファクトリーとサーキットを往復していた。
- プロフィール上では身長は165cmという事であったが、実際には160cmにも満たないという表記もあった。
- 1991年に結婚している。
- 1978年イタリアグランプリの事故により亡くなったロニー・ピーターソンを尊敬し、自身のヘルメットの黄色いカラーリングはピーターソンのヘルメットのカラーリングから採った。ピーターソンを敬愛して自身のヘルメットカラーにその思いを投影していたのはミケーレ・アルボレートと共通しており、この2人は1994年にミナルディでチームメイトとしてコンビを組むというめぐり合わせにもなった。
- 引退後は投資家として成功している。
- ティレル・P34の熱烈なファンであり、自身の憧れであるロニー・ピーターソンが使用していたシャシーナンバー「P34/2」と「P34/5」の2台を所有している。また、サーキットイベントなどで行われるデモンストレーション・ランのドライバーを、自ら務めることもある[19][20]。

## レース戦績

### ヨーロッパ・フォーミュラ3選手権
| 年     | チーム                             | シャシー   | エンジン       | 1       | 2     | 3       | 4       | 5     | 6   | 7       | 8     | 9       | 10    | 11    | 12    | 13    | 14    | 15    | 16    | 順位 | ポイント |
| ------ | ---------------------------------- | ---------- | -------------- | ------- | ----- | ------- | ------- | ----- | --- | ------- | ----- | ------- | ----- | ----- | ----- | ----- | ----- | ----- | ----- | ---- | -------- |
| 1982年 | ルチアーノ・バヴェーシ・レーシング | ラルト RT3 | アルファロメオ | MUG DNQ | NÜR   | DON     | ZOL     | MAG   | ÖST | ZAN     | SIL   | MNZ Ret | PER 8 | LAC   | KNU   | NOG   | JAR   | KAS   |       | NC   | 0        |
| 1983年 | ルチアーノ・バヴェーシ・レーシング | ラルト RT3 | アルファロメオ | VLL 3   | NÜR C | ZOL Ret | MAG Ret | ÖST 4 | LAC | SIL Ret | MNZ 5 | MIS 2   | ZAN 2 | KNU 4 | NOG 1 | JAR 1 | IMO 1 | DON 2 | CET 1 | 1位  | 66       |

- 太字はポールポジション、斜字はファステストラップ。(key)

### 国際F3000選手権
| 年     | エントラント           | シャーシ     | エンジン       | 1      | 2       | 3       | 4      | 5       | 6     | 7      | 8       | 9       | 10      | 11     | 順位 | ポイント |
| ------ | ---------------------- | ------------ | -------------- | ------ | ------- | ------- | ------ | ------- | ----- | ------ | ------- | ------- | ------- | ------ | ---- | -------- |
| 1986年 | パヴェーシ・コルセ     | ラルト・RB20 | コスワース DFV | SIL 19 | VLL 10  | PAU DNQ | SPA 11 |         |       |        |         |         |         |        | 3位  | 27       |
| 1986年 | パヴェーシ・コルセ     | ラルト・RT20 | コスワース DFV |        |         |         |        | IMO 1   | MUG 1 | PER 2  | ÖST 7   | BIR 2‡  | BUG Ret | JAR 1  | 3位  | 27       |
| 1987年 | パヴェーシ・レーシング | ラルト・RT21 | コスワース DFV | SIL 5  | VLL Ret | SPA Ret | PAU 7  | DON 8   |       | BRH 20 | BIR Ret | IMO Ret | BUG 7   |        | 11位 | 8        |
| 1987年 | パヴェーシ・レーシング | ラルト・RT20 | コスワース DFV |        |         |         |        |         | PER 2 |        |         |         |         | JAR 9  | 11位 | 8        |
| 1988年 | ファースト・レーシング | マーチ・88B  | ジャッド       | JER 8  | VLL 11  | PAU 3   | SIL 10 | MNZ Ret | PER 1 | BRH 2  | BIR 3   | BUG     | ZOL Ret | DIJ 10 | 4位  | 23       |

- ‡ : ハーフポイント。レース周回数が75%未満で中断終了したため、得点が半分となる。
- 1986最終戦ハラマでは1位チェッカーを受けたレース後、マシンレギュレーション違反により失格処分となった。

### F1
| 年     | 所属チーム                       | シャシー | 1       | 2       | 3       | 4       | 5       | 6       | 7       | 8       | 9       | 10      | 11      | 12      | 13      | 14      | 15      | 16      | 17  | WDC       | ポイント |
| ------ | -------------------------------- | -------- | ------- | ------- | ------- | ------- | ------- | ------- | ------- | ------- | ------- | ------- | ------- | ------- | ------- | ------- | ------- | ------- | --- | --------- | -------- |
| 1984年 | トールマン                       | TG184    | BRA     | RSA     | BEL     | SMR     | FRA     | MON     | CAN     | DET     | DAL     | GBR     | GER     | AUT     | NED     | ITA DNQ | EUR     | POR     |     | NC (35位) | 0        |
| 1985年 | ミナルディ                       | M185     | BRA Ret | POR Ret | SMR Ret | MON DNQ | CAN Ret | DET Ret | FRA Ret | GBR Ret | GER 11  | AUT Ret | NED Ret | ITA Ret | BEL 12  | EUR Ret | RSA Ret | AUS 8   |     | NC (24位) | 0        |
| 1988年 | ミナルディ                       | M188     | BRA     | SMR     | MON     | MEX     | CAN     | DET 6   | FRA 15  | GBR 15  | GER DNQ | HUN Ret | BEL DNQ | ITA Ret | POR Ret | ESP Ret | JPN 13  | AUS 7   |     | 17位      | 1        |
| 1989年 | ミナルディ                       | M188B    | BRA Ret | SMR Ret | MON Ret |         |         |         |         |         |         |         |         |         |         |         |         |         |     | 15位      | 5        |
| 1989年 | ミナルディ                       | M189     |         |         |         | MEX Ret | USA Ret | CAN Ret | FRA Ret | GBR 5   | GER 9   | HUN Ret | BEL 9   | ITA 7   | POR 5   | ESP Ret | JPN     | AUS 6   |     | 15位      | 5        |
| 1990年 | ミナルディ                       | M189     | USA 7   | BRA 9   |         |         |         |         |         |         |         |         |         |         |         |         |         |         |     | NC (21位) | 0        |
| 1990年 | ミナルディ                       | M190     |         |         | SMR DNS | MON Ret | CAN Ret | MEX 12  | FRA Ret | GBR Ret | GER Ret | HUN Ret | BEL 15  | ITA Ret | POR 11  | ESP Ret | JPN 8   | AUS 9   |     | NC (21位) | 0        |
| 1991年 | ミナルディ                       | M191     | USA 9   | BRA Ret | SMR 4   | MON 12  | CAN 7   | MEX Ret | FRA 9   | GBR 9   | GER Ret | HUN Ret | BEL 12  | ITA Ret | POR 4   | ESP 13  | JPN Ret | AUS Ret |     | 11位      | 6        |
| 1992年 | ダラーラ／スクーデリア・イタリア | 192      | RSA Ret | MEX Ret | BRA Ret | ESP 6   | SMR 6   | MON Ret | CAN 8   | FRA 10  | GBR 15  | GER 11  | HUN Ret | BEL Ret | ITA 8   | POR Ret | JPN 10  | AUS Ret |     | 16位      | 2        |
| 1993年 | ミナルディ                       | M193     | RSA     | BRA     | EUR     | SMR     | ESP     | MON     | CAN     | FRA     | GBR Ret | GER 14  | HUN Ret | BEL Ret | ITA 7   | POR 8   | JPN 10  | AUS Ret |     | NC (23位) | 0        |
| 1994年 | ミナルディ                       | M193B    | BRA 8   | PAC Ret | SMR Ret | MON Ret | ESP 5   |         |         |         |         |         |         |         |         |         |         |         |     | 21位      | 4        |
| 1994年 | ミナルディ                       | M194     |         |         |         |         |         | CAN 9   | FRA 5   | GBR 10  | GER Ret | HUN Ret | BEL 8   | ITA Ret | POR 12  | EUR 15  | JPN Ret | AUS 9   |     | 21位      | 4        |
| 1995年 | ミナルディ                       | M195     | BRA Ret | ARG Ret | SMR 12  | ESP 14  | MON 7   | CAN Ret | FRA Ret | GBR 7   | GER Ret | HUN     | BEL     | ITA     | POR     | EUR     | PAC     | JPN     | AUS | NC (19位) | 0        |

(key)

### ル・マン24時間レース
| 年     | チーム                         | コ・ドライバー                                  | 使用車両          | クラス | 周回 | 総合順位 | クラス順位 |
| ------ | ------------------------------ | ----------------------------------------------- | ----------------- | ------ | ---- | -------- | ---------- |
| 1984年 | スクーデリア・ジョリー・クラブ | グザヴィエ・ラペイル ベッペ・ガビアーニ         | ランチア・LC2     | C1     | 117  | DNF      | DNF        |
| 1996年 | ヨースト・レーシング           | ミケーレ・アルボレート ディディアー・セイス     | ポルシェ・WSC95   | LMP1   | 300  | DNF      | DNF        |
| 1997年 | BMSスクーデリア・イタリア      | クリスチャン・ペスカトリ アントニオ・ヘルマン   | ポルシェ・911 GT1 | GT1    | 317  | 8位      | 4位        |
| 1998年 | チームBMWモータースポーツ      | ヨアヒム・ヴィンケルホック ジョニー・チェコット | BMW・V12 LM       | LMP1   | 43   | DNF      | DNF        |
| 1999年 | チームBMWモータースポーツ      | ヨアヒム・ヴィンケルホック ヤニック・ダルマス   | BMW・V12 LMR      | LMP    | 365  | 1位      | 1位        |